# Монтеро, Пабло
Пабло Монтеро (исп. Oscar Daniel Hernandez Rodriguez, conocido como Pablo Montero) (23 августа 1974, Торреон, Коауила, Мексика) — мексиканский актёр, певец и композитор. Рост — 180 сантиметров.

## Биография
Родился 23 августа 1974 года в Торреоне. С детства мечтал стать певцом и вскоре его мечта осуществилась — он стал петь в жанре мексиканский универсал. Вскоре он достиг неимоверных успехов в Мексике и вскоре о нём узнали не только в Мексике, ну а также во всей Латинской Америке. Вскоре его пригласили в качестве актёра в телесериал «Узы любви» и не ошиблись, он свою роль Оскара Эрнандеса сыграл блестяще и тут же вышел на мировой уровень популярности, то есть телесериал оказался культовым и был продан во многие страны мира. Также популярными являются телесериалы: Живу ради Елены, Обними меня крепче и Огонь в крови. Всего принял участие в 21 работах в кино в качестве актёра и композитора. Был трижды номинирован на премии Los Favoritos del publico и TVyNovelas, из которых ей удалось одержать достойную победу в последней премии.

## Фильмография
- Непростительно (сериал, 2015) Lo imperdonable … Demetrio
- Мое сердце твоё (сериал, 2014—2015) Mi corazón es tuyo … Diego Lascurain
- Как прекрасна любовь! (сериал, 2012—2013) — Qué bonito amor … Oscar
- Триумф любви (сериал, 2010 — …) — Triunfo del amor … Cruz
- Огонь в крови (сериал, 2007—2008) — Fuego en la sangre … Franco Reyes
- Я люблю Хуана Керендон (сериал, 2007—2008) — Yo amo a Juan Querendón … Cantante
- Битва страстей (сериал, 2006) — Duelo de pasiones … Emilio Valtierra
- Никогда не забуду тебя (сериал, 2006) — Olvidarte Jamás … Singer + композитор
- Ребека (сериал, 2003) — Rebeca … Martín García
- Между любовью и ненавистью (сериал, 2002) — Entre el amor y el odio … Animas
- Обними меня крепче (сериал, 2000—2001) — Abrázame muy fuerte … José María Montes
- Мне не забыть тебя (сериал, 1999) — Nunca te olvidaré … Álvaro Cordero
- Живу ради Елены (сериал, 1998) — Vivo por Elena … Luis Pablo
- Узы любви (сериал, 1995 — …) — Lazos de amor … Óscar Hernández

### Камео
- Prax: un niño especial (2014) … короткометражка
- Grandes finales de telenovelas (ТВ, 2010)
- Premio lo Nuestro a la música latina 2004 (ТВ, 2004)
- Дон Франсиско представляет (сериал, 2002 — …) Don Francisco presenta
- El gordo y la flaca (сериал, 1998—2011)
- Проснись, Америка! (сериал, 1997 — …) ¡Despierta América!
- Другая роль (сериал, 1995 — …) Otro rollo con: Adal Ramones

## Дискография
- Все законы (2005)
- Где эти сердца (1999)
- Забыть никогда (2009)
- Не оставайся с сомнением (2015)
- С Благословения Бога (2004)